# پاسخ به ۱۹۹۷
پاسخ به ۱۹۹۷ (کره‌ای: 응답하라 1997) یک مجموعهٔ تلویزیونی کره جنوبی سال ۲۰۱۲ دربارهٔ زندگی شش دوست در بوسان است و محور زمانی سریال به عقب و جلو حرکت می‌کند، و بین گذشته در ۱۸ سالگی در دوران دبیرستان و ۳۳ سالگی در مراسم شام تجدید دیدار دبیرستان در سال ۲۰۱۲ در گردش است. این مجموعه اولین بخش از مجموعهٔ پاسخ است و رویدادهای فرهنگ عامه که در دههٔ ۱۹۹۰ اتفاق افتاده‌است از جمله نسل اول گروه‌های آیدل کره‌ای مانند اچ.او.تی. و زکس کیس در صنعت کی-پاپ را دنبال می‌کند.

## اسپین‌آف‌ها
مجموعهٔ تلویزیونی دیگری با نویسنده و کارگردان همین مجموعه، پاسخ به ۱۹۹۴، در سال ۲۰۱۳ پخش شد. در آن مجموعه نیز بازیگران سونگ دونگ ایل و لی ایل-هوا حضور دارند و بقیه کاراکترها تفاوت دارند.
اسپین‌آف بعدی، پاسخ به ۱۹۸۸ در سال ۲۰۱۵ پخش شد. سونگ دونگ ایل و لی ایل-هوا نیز دوباره به گروه بازیگران پیوستند.